# Flotilla
Flotilla est un jeu vidéo de stratégie au tour par tour développé par le studio de Brendon Chung, Blendo Games, et publié sur Steam et Xbox Live Indie Games en mars 2010. Le jeu se déroule dans une galaxie générée aléatoirement et simule des combats spatiaux. Son développement commence immédiatement après la fermeture de Pandemic Studios dans lequel Brendon Chung travaillé comme concepteur. Développé avec les outils Microsoft XNA, il s’inspire de jeux de plateaux comme Axis and Allies et Horreur à Arkham. À sa sortie il reçoit un accueil mitigé dans la presse spécialisée, le site Metacritic lui attribuant un score de 72 %, et il apparait dans le livre 250 Indie Games You Must Play de Mike Rose.

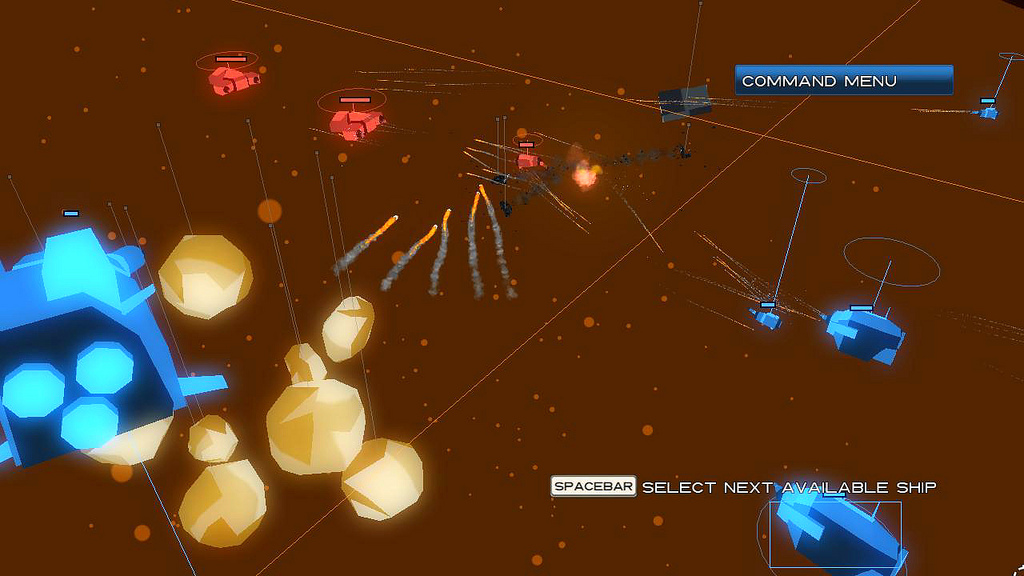
Capture d'écran de Flotilla.

## Accueil
| Flotilla              |      |       |
| Média                 | Pays | Notes |
| Edge                  | US   | 7/10  |
| PC Gamer UK           | UK   | 78 %  |
| PC Gamer US           | US   | 81 %  |
| Compilations de notes |      |       |
| Metacritic            | US   | 72 %  |